# باشگاه فوتبال موفولیرا واندررز
موفولیرا واندررز موفق‌ترین باشگاه فوتبال زامبیا است که در شهر کاپربلت موفولیرا مستقر است و در حال حاضر پس از سقوط فصل ۲۰–۲۰۱۹ در دسته یک زامبیا بازی می‌کند.
این باشگاه که معروف به مایتی موفولیرا واندررز است، ۴۹ جام را به دست آورده و همچنین تعدادی از بهترین بازیکنان کشور را تولید کرده است. با این حال، آنها در سال‌های اخیر با مشکل مواجه شده‌اند و بین سال‌های ۲۰۰۶ تا ۲۰۱۵، ۹ سال را در دسته یک گذرانده‌اند و از سال ۱۹۹۷ هیچ افتخاری کسب نکرده‌اند.

## افتخارات
- لیگ فوتبال زامبیا: ۹ قهرمانی
- جام حذفی زامبیا: ۹ قهرمانی
- چلنج کاپ زامبیا: ۱۰ قهرمانی
- جام خیریه زامبیا: ۶ قهرمانی